# David Wineland
David Jeffrey Wineland (Wisconsin, Estados Unidos, 24 de febrero de 1944) es un físico estadounidense, laureado con el premio Nobel de Física en 2012, junto a Serge Haroche, «por la medida y manipulación de sistemas cuánticos individuales». Trabaja en el Instituto Nacional de Estándares y Tecnología (NIST) y el laboratorio de física de la Universidad de Colorado en Boulder.
Su trabajo ha incluido avances en óptica, enfriamiento láser de iones en trampas de Paul y el uso de iones atrapados en operaciones de computación cuántica.

## Carrera científica
Wineland cursó sus estudios secundarios en el Instituto Encina de Sacramento, California, en 1961. Obtuvo su licenciatura en Física en la Universidad de California, Berkeley en 1965 y finalizó su doctorado en 1970, trabajando con Norman Foster Ramsey Jr., en la Universidad de Harvard, desarrollando una tesis doctoral titulada "El máser atómico de deuterio". Luego trabajó como investigador postdoctoral en el grupo de Hans Dehmelt en la Universidad de Washington antes de unirse a la National Bureau of Standards en 1975, donde inició el grupo de almacenamiento de iones, ahora en el NIST, Boulder.
David Wineland trabaja actualmente en la Universidad de Colorado, y ha desarrollado investigaciones fundamentales sobre la interacción entre la luz y la materia.
Wineland es un miembro de la Sociedad Americana de Física, la Sociedad Óptica Estadounidense, y fue elegido miembro de la Academia Nacional de Ciencias de Estados Unidos en 1992.

## Premios
David J. Wineland trabaja como físico del Instituto Nacional de Estándares y Tecnología (NIST), del Departamento de Comercio de los EE. UU. Ha ganado el Premio Nobel 2012 de Física, siendo el cuarto premio Nobel en física adscrito al NIST en los últimos 15 años.
Wineland compartió el premio con Serge Haroche del Collège de France y la École Normale Supérieure de París, Francia, "por los métodos experimentales innovadores que permiten la medición y manipulación de sistemas cuánticos individuales".
Otros premios distinciones que ha recibido son:
- 1990 Premio Davisson-Germer de Física Atómica o de Superficies.
- 1990 Premio William F. Meggers de la Sociedad Óptica Estadounidense (OSA).
- 1996 Premio Einstein para la Ciencia del Láser de la Sociedad de Electrónica y Óptica Cuántica.
- 1998 Premio Rabi de las Sociedad IEEE de ultrasonidos, ferroelectricidad y control de frecuencia[4]
- 2001 Premio Arthur L. Schawlow en Ciencia del Láser.[5]
- 2007 Medalla Nacional de la Ciencia en las ciencias de la ingeniería[6]
- 2008 Premio Herbert Walther de la Sociedad Óptica Estadounidense (OSA).[7]
- 2010 Premio del Institute Franklin en Física, compartido con Juan Ignacio Cirac y Peter Zoller.
- Medalla Frederic Ives
- 2012 Premio Nobel de Física compartido con Serge Haroche.[2]